# Gabriel’s Oboe
Gabriel’s Oboe ist das vielfach ausgezeichnete und oft adaptierte Hauptthema aus dem Film Die Mission (engl. Original The Mission) von 1986 mit Robert De Niro, Jeremy Irons und Liam Neeson unter der Regie von Roland Joffé. Die Melodie ist Bestandteil der Filmmusik von Ennio Morricone und wurde unter anderem von Künstlern wie Yo-Yo Ma, Holly Gornik und Brynjar Hoff arrangiert und aufgeführt. Das Thema wurde als „unvergesslich“ beschrieben und wurde eine „gefeierte Oboen-Melodie“.
Sarah Brightman konnte Morricone nach zähem Ringen überzeugen, ihr zu erlauben, einen Text zu diesem Thema verfassen zu lassen, um ihren eigenen Song Nella Fantasia damit aufzunehmen. 2010 ermutigte Morricone die Sopranistin Hayley Westenra, einen englischen Text zu Gabriel’s Oboe für ihr Album Paradiso zu schreiben.

## Der Soundtrack
Der Soundtrack zum Film kam bei den Kritikern sehr gut an, wurde für einen Academy Award für die beste Filmmusik nominiert und brachte Morricone 1987 den Golden Globe Award für die beste Filmmusik ein.
Im Film wird das Thema am prominentesten eingesetzt, wenn der Protagonist, der Jesuiten-Pater Gabriel, zu einem Wasserfall geht und auf seiner Oboe zu spielen beginnt, um sich durch seine Musik mit den Eingeborenen anzufreunden, damit er seine Missionsarbeit in der Neuen Welt fortsetzen kann. Die Guaraní-Stammesangehörigen, die ihn aus der Ferne verfolgt haben, nähern sich Gabriel zum ersten Mal, verwirrt von den Klängen des unbekannten Instruments. Der Häuptling des Stammes ist darüber jedoch verärgert und zerbricht Gabriels Oboe. Dies ist der Beginn der Beziehung zwischen Pater Gabriel und den Guaraní-Eingeborenen.
Mehrere Orchester haben Gabriel’s Oboe aufgeführt, oft unter der Leitung von Morricone selbst. Die berühmtesten Aufführungen des Stücks, die nicht im Film zu hören sind, stammen wahrscheinlich aus der Konzertreihe Morricone Conducts Morricone, die Mitte der 2000er Jahre stattfand.

## SATB-Chor-Arrangement
In Erweiterung des einfachen Textes der Weihnachtslied-Bearbeitung von Christina Rossettis Gedicht Love came down at Christmas fließt in Tom Fettkes Sopran-Alt-Tenor-Bass-Arrangement Morricones Bläserbearbeitung als Stimme des gleichnamigen Erzengels in sein Stück The Annunciation ein.